# Салган (Челябинская область)
Салга́н — посёлок в Златоустовском городском округе Челябинской области России.

## География
Через село протекает река Тундушка. Расстояние до окружного центра города Златоуста 40 км.

## Население
| 2002 | 2010 |
| ---- | ---- |
| 35   | →35  |

По данным Всероссийской переписи, в 2010 году численность населения посёлка составляла 35 человек (15 мужчин и 20 женщин).

## Улицы
Уличная сеть состоит из 4 улиц.

## Транспорт
В посёлке расположен одноимённый остановочный пункт. Он является последним в Златоустовском городском округе на историческом ходе Транссиба в направлении Москвы. Следующий остановочный пункт 1895 км расположен в Саткинском районе.